# Luisa De Cola
Luisa De Cola  (* 15. Juli 1960 in Messina) ist eine italienische Chemikerin und Hochschullehrerin an der Universität Straßburg (Frankreich).

## Werdegang
De Cola studierte Chemie und promovierte 1983 an der Universität Messina in Italien. Von 1984 bis 1986 war sie Postdoktorandin an der Virginia Commonwealth University in Richmond in den USA. Von 1986 bis 1990 forschte sie am Institute of Photochemistry and High‐Energy Radiation (FRAE) des National Research Council (CNR) in Bologna in Italien und von 1987 bis 1988 an der Universität Freiburg in der Schweiz. Von 1990 bis 1998 hatte sie eine Assistenzprofessur an der Universität Bologna in Italien inne, bevor sie 1998 als Professorin für Molecular Photonic Materials an die Universiteit van Amsterdam in den Niederlanden berufen wurde. Von 2005 bis 2012 war sie Professorin für Nanoelektronik und Nanophotonik an der Westfälischen Wilhelms-Universität Münster und zeitgleich von 2005 bis 2006 noch außerplanmäßige Professorin am Hoff Institute for Molecular Sciences (HIMS) an der Universiteit van Amsterdam.
Seit 2006 hat sie eine Teilzeitprofessur am Department of Chemistry der Universität Twente in den Niederlanden. Seit 2012 ist sie außerplanmäßige Professorin am Karlsruher Institut für Technologie (KIT) und hält den AXA‐Lehrstuhl für Supramolekulare Chemie an der Universität Straßburg in Frankreich. Seit 2016 ist sie Professorin am Institut Universitaire de France (IUF) und seit 2019 Honorarprofessorin an der Tianjin-Universität in China.

## Forschung
Der Forschungsschwerpunkte von De Cola sind sowohl lumineszente und elektrolumineszente Systeme, als auch die bio- und nanomedizinische Anwendung von nano- und mesoporösen Materialien.
Sie konnte zeigen, wie sich die Emissionsfarbe durch eine Veränderung der jeweiligen Molekülstrukturen anpassen lässt. So entwickelte sie z. B. ein Polymer, das spannungsabhängig zwischen grüner und roter Lichtemission wechseln kann.
De Cola forscht auch an verschiedenen Methoden zur Verkapselung, z. B. mit Siliciahüllen oder Alginatgelen, um Biomoleküle und Arzneistoffe stabil in den menschlichen Körper einzubringen. In Verbindung mit Lumineszenz können diese Systeme auch für die medizinische Bildgebung genutzt werden. In einem weiteren Forschungsfeld untersucht sie, welche Materialien sich als Gerüst für das Besiedeln mit biologischem Material eignen.
Ihre Forschungsarbeit zu Silikon-Nanopartikeln findet Anwendung in diagnostischen Tests von Roche Diagnostics.

## Auszeichnungen
- 2024 Centenary Prize der Royal Society of Chemistry
- 2020 Proteomass Scientific Society Award[4]
- 2019 Prize Anassilaos Arte Cultura Economia e Scienze
- 2019 Mitglied des Istituto Lombardo Accademia di Scienze e Lettere, Italien
- 2019 Medaille der Universität Messina
- 2019 Izatt-Christensen Award in Macrocyclic and Supramolecular Chemistry
- seit 2016 Korrespondierendes Mitglied der Akademie der Wissenschaften und der Literatur Mainz[5]
- seit 2014 Mitglied der Nationalen Akademie der Wissenschaften Leopoldina[6]
- 2014 Chevalier de la Légion d’Honneur
- 2014 Internationaler Preis für Chemie der Accademia Nazionale dei Lincei (L. Tartufari Preis)
- seit 2012 Mitglied der Academia Europaea[7]
- 2012 Gutenberg Chair Award
- 2011 Distinguished Women in Chemistry or Chemical Engineering, Auszeichnung der International Union of Pure and Applied Chemistry (IUPAC)
- 2009 ERC Advanced Grant Award des Europäischen Forschungsrats
- 1995 Grammaticakis‐Neumann-Preis der Schweizerische Chemische Gesellschaft (SCG)
- 1995 „Per un futuro intelligente“, Preis der Federchimica, dem italienischen Verband der chemischen Industrie
- 1993 Preis für Chemie der Accademia di Scienze Fisiche e Matematiche di Napoli, Italien
- 1986 Preis für Chemie der Fondazione Bonino-Pulejo